# Sexualisation du cerveau
 (juin 2017).
Améliorez-le ou discutez des points à vérifier. 
 (février 2014).
Si vous disposez d'ouvrages ou d'articles de référence ou si vous connaissez des sites web de qualité traitant du thème abordé ici, merci de compléter l'article en donnant les références utiles à sa vérifiabilité et en les liant à la section « Notes et références ».
 (juillet 2017).
Le cerveau possède la capacité de contrôler les comportements sexuels. Il perçoit l'environnement et conduit à un certain nombre de comportements que l’on va effectuer de manière consciente et/ou inconsciente. Le système nerveux central, le système nerveux périphérique et le système endocrinien vont être responsables des comportements, notamment sexuels.

## Centre hypothalamo-hypophysaire
Dans le système nerveux central, le système hypothalamo-hypophysaire (HH) est impliqué dans le contrôle du comportement sexuel[réf. nécessaire]. L’hypothalamus est une structure originale, qui va conférer des propriétés électriques et hormonales. Il établit un lien spécifique entre le système nerveux et le système hormonal, il est relié à une structure endocrine : l’hypophyse. L’hypothalamus contrôle la production des hormones hypophysaires. L’hypophyse produit des hormones de différentes natures, notamment la FSH et la LH qui sont des hormones sexuelles. 
En ce qui concerne le comportement sexuel, le système hypothalamo-hypophysaire est impliqué entre autres dans la production de gamètes. L’ensemble du comportement sexuel et des conduites sexuelles sont souvent liés à un état physiologique spécifique (ex. : état de maturation des organes sexuels pour aller vers les conduites sexuelles[pas clair]), de maturation (développement des organes sexuels) et associé à un milieu hormonal spécifique (hormones sexuelles) et l’ensemble de ces conduites est en général[pas clair] sous le contrôle du système nerveux. Chez l’être humain, les modifications anatomiques de l’appareil génital et de la morphologie générale sont des éléments fondamentaux pour les anthropologues du XIXe siècle dans l'acquisition d'un statut socio-culturel (autoreprésentation de la reproduction et épanouissement sexuel) ; l’identité de genre a été associée à tort au genre biologique dans une vision matérialiste par les tenants de la génomique anglo-saxonne du tournant des XXe et XXIe siècles, mais cette idée est à dissocier du genre biologique, puisque relevant de constructions socio-culturelles.
Le comportement sexuel peut être divisé en un côté biologique (production des gamètes) et d’un autre côté exprimé par les manifestations d’expression sexuelles[pas clair]. Chez l’humain, la différenciation sexuelle se fait au cours du développement des organes sexuels, la constitution sexuelle se fait selon la mise en place des appareils génétiques. Quel que soit le sexe, le développement de l’individu va se faire en deux grandes étapes : le stade différencié et indifférencié.
Quel que soit le sexe nous passons par deux étapes :
1. Indifférenciée : commune à tous les sexes et se situe aux premières semaines de la vie. Dans ce cas, l’ébauche de la gonade se développe au cours de la 4e semaine du développement, cette ébauche va rester sexuellement indifférente entre la 4e et la 7e semaine de développement. D’un point de vue embryonnaire, deux grands types de cellules apparaissent. Les cellules somatiques, toutes les cellules de l'organisme sauf les sexuelles. Les cellules qui forment le tissu de la gonade proviennent du rein embryonnaire, le mesonéphros, qui produit également les cellules germinales. Ces dernières donneront les futures cellules sexuelles.
2. Différenciée : étape au cours de laquelle se mettent en place les premiers éléments qui vont donner les voies génitales. En parallèle, deux grands canaux vont se mettre en place : l’appareil de Wolff et de Müller qui sont communs aux deux sexes. À la suite de ce stade va suivre la 2e phase du développement des organes sexuels. La gonade va se différencier soit en ovaires soit en testicules et les voies génitales seront soit mâles, soit femelles. Dans le cas du développement masculin, la gonade embryonnaire possède les chromosomes XY. Ces cellules se différencient en cellule de Leydig qui produira une hormone appelée la testostérone. On trouve aussi dans la gonade mâle un autre type de cellule qui va se différencier : ce sont les cellules de Sertoli qui produisent une hormone appelée l’AMH (anti mulérienne). Lors du développement masculin, sous l’influence de la testostérone, les canaux de Wolf se développent et donneront les voies génitales mâles. En même temps la présence de l’AMH va entraîner la dégénérescence du canal de Muller. Dans le cas du développement masculin on a deux hormones nécessaires : la testostérone et l’AMH. Dans le cas du développement femelle, l’absence de testostérone va être déterminante. En l’absence de cette hormone mâle  les canaux de Wolf régressent. L’AMH est également absente et les canaux de Muller peuvent se développer et donner les voies génitales femelles. Au début du développement embryonnaire, les embryons  mâles et femelles sont indifférenciés. C’est à partir de la 7e semaine que l’on pourra distinguer les deux sexes. Le développement mâle est sous l’influence de deux hormones : testostérone et AMH. Chez l’embryon femelle, c’est l’absence de ces deux hormones qui vont faire le développement des organes génitaux féminins.

## Synthèse des hormones
Toutes les stéroïdes sexuelles naturelles sont synthétisées à partir de la molécule de cholestérol (qui est un lipide). On distingue trois grandes catégories :
- Les androgènes, notamment la testostérone, sa forme active de l’embryogénèse est la DHT;
- Les œstrogènes, notamment l’œstradiol;
- Les progestogènes, notamment la progestérone, impliquée dans la grossesse.

## Effets des stéroïdes sexuels
Les androgènes
Celui de référence est la testostérone, cette hormone est majoritairement produite par les gonades mâles mais produite en faible quantité par l’ovaire et produite chez les deux sexes par les glandes surrénales. Chez l’homme et chez la femme on trouve de la testostérone mais en quantité inégale. La testostérone circule par le biais de la circulation sanguine. Une hormone n’est efficace que si elle trouve son récepteur. Un certain nombre de tissus possédant des cellules équipées de récepteurs à la testostérone y sont sensibles. La testostérone va être indispensable au cours de la différenciation sexuelle de l’embryon et le phénotype masculin est sous la dépendance de cette hormone. À la naissance, la testostérone pourrait participer à la sexualisation du cerveau et le conduire à un fonctionnement de type cyclique ou non cyclique. À la puberté, la production de la testostérone augmente, elle va permettre le développement de caractères sexuels primaires, qui sont liés au développement des organes et à leur fonctionnement. Mais elle est aussi fondamentale pour le développement des caractères sexuels secondaires (voix, croissance…) Elle pourrait aussi être la cause des différences de comportement entre homme et femme.
Au cours de la vie, elle va permettre l’intégrité fonctionnelle des organes sexuels chez l’homme, et en particulier de la spermatogenèse. Il y a une faible diminution de testostérone chez l’homme au cours de sa vie[réf. nécessaire]. Elle va aussi avoir des effets beaucoup plus généraux et elle va en particulier jouer  sur le métabolisme protéique, puisqu’elle a un effet anabolisant qui favorise la synthèse cellulaire. Elle entraîne une augmentation du poids et du développement de la masse musculaire. La testostérone a des effets sur la croissance, par cet effet anabolisant mais elle induit la soudure du cartilage chez l’homme. Elle a un effet sur le tissu osseux, en permettant une bonne minéralisation de l’os. Elle va être une hormone qui joue sur la genèse des cellules sanguines, elle permet l’augmentation du nombre de globules rouges en stimulant l’EPO. Elle est donc indispensable mais pas uniquement pour réguler la production des spermatozoïdes. 
Les œstrogènes
Elles sont produites par une chaîne de synthèse du cholestérol. Ce sont aussi des hormones de type lipides. La synthèse des œstrogènes s’effectue majoritairement dans les organes génitaux féminins (l’ovaire) mais les testicules produisent aussi en faible quantité un peu d’œstrogène et en particulier de l’œstradiol. Les cellules du tissu adipeux (graisse) produisent aussi un peu d’œstrogène. Les hormones de type œstrogène sont aussi produites par certaines régions du cerveau notamment au niveau de l’hypothalamus. On les trouve également produites par les surrénales. Les œstrogènes circulent dans le sang et elles vont être actives sur les cellules cibles qui possèdent les récepteurs aux œstrogènes. Parmi ces cellules cibles, il y a les voix génitales femelles, mais il y a chez l’homme et la femme des neurones sensibles à cette hormone. Contrairement à la testostérone, cette hormone ne semble pas avoir d’effet indispensable pour avoir un développement des organes génitaux féminins. À la puberté, les œstrogènes vont chez la femme, intervenir dans le développement des caractères sexuels primaires (trompes…) et dans le développement des caractères sexuels secondaires. Ces hormones de types œstrogènes modifient la morphologie de la femme. Le derme est plus mince chez la femme que l’homme.
La progestérone
La progestérone est synthétisée par les gonades féminines (ovaires). On la retrouve produite en petite quantité par les gonades masculines (testicules) chez l’homme. On la trouve chez les deux sexes produites par les glandes surrénales. Il est proposé que cette hormone puisse être produite et synthétisée au niveau central. Le rôle biologique de la testostérone est une hormone sexuelle produite dans certaines régions, certains groupes de neurone, rôle important dans la sexualisation du cerveau[pas clair]. Ces stéroïdes sexuels sont des lipides qui traversent les membranes des cellules cibles et se fixent sur leur récepteur. Ce sont des messages chimiques qui vont induire la modification de l’expression de certains gènes. Les stéroïdes peuvent agir de manières différentes avec plutôt un rôle rapide et modulateur dans le temps. Ces stéroïdes se situent sur l’aspect de neurotransmission[pas clair].

## Différenciations entre hommes et femmes
La différence majeure entre l’homme et la femme est la différence des cycles. La femme vit une expérience cyclique de vie et non l’homme[pas clair].
La différenciation du cerveau mâle et femelle pourrait être liée à une différence hormonale[réf. souhaitée]. Cette différenciation sexuelle du cerveau se fait in utero, à une période donnée : on parle de période critique de développement. Cette période critique va être différente selon les espèces. Chez l’homme, la masculinisation du cerveau se fait au cours du 3e ou 4e mois de gestation. Les hormones androgènes semblent nécessaires à la masculinisation du cerveau, les œstrogènes sembleraient nécessaires à une féminisation du cerveau. Mais ces embryons se développent dans un environnement féminin. En effet, le fœtus, qu’il soit mâle ou femelle, se développe chez la femme. Pendant la gestation, le fœtus est dans un environnement féminin. De plus, lors de la gestation, de nombreuses hormones sont produites par la femme.[réf. souhaitée]
De façon précoce, pendant la gestation, il y a une protection du fœtus vis-à-vis des hormones femelles produites par la mère. Une protéine synthétisée au niveau du foie circule dans le sang fœtal et dans le liquide céphalo-rachidien (alpha-fœtoprotéine). Elle est capable de fixer les œstrogènes et les empêche d’agir[réf. nécessaire]. Dans le cas de l’embryon masculin, seuls les androgènes vont participer à sa masculinisation. Les fœtus mâles se protègent des hormones de la mère. Même si les hormones femelles sont indispensables, le cerveau est par défaut féminin et c’est la masculinisation qui est sous la dépendance des androgènes[réf. souhaitée]. Chez l’embryon masculin, les androgènes produits de façon précoce circulent dans le sang et vont agir sur ces cellules nerveuses ; la masculinisation du cerveau est sous la dépendance des androgènes. Le fœtus se protège des œstrogènes maternelles et va permettre de sexuer son cerveau par les androgènes. De façon paradoxale, on a pu montrer que l’œstradiol, hormone féminine, pouvait induire, dans certains cas, une masculinisation du cerveau,. En effet, l’agent masculinisant du cerveau au niveau neuronal n’est pas la testostérone mais l’œstradiol. Chez l’embryon masculin, lorsque la testostérone circule dans l’organisme, elle va pénétrer dans certains neurones, dans certaines régions du cerveau, et va passer dans certaines barrières membranaires du cerveau. Cette testostérone atteint les neurones et les transforme au niveau intracellulaire en œstradiol par des réactions enzymatiques.
Cette transformation a lieu principalement dans les neurones du système limbique et dans les neurones de l’hypothalamus. L’œstradiol à faible dose est immunisante et a un rôle féminisant, mais à forte dose au niveau neuronal, cette hormone a un rôle masculinisant. La sexualisation du cerveau du fœtus féminin est uniquement sous la dépendance de ces propres hormones, produites en quantité faible[réf. souhaitée]. Les hormones sexuelles pourraient intervenir de manière précoce sur la sexualisation du cerveau ; l’agent masculinisant ou féminisant du cerveau est une même molécule : l’œstradiol.
Son influence masculine ou féminine dépend de sa concentration. Le cerveau pourrait être sexué. Mais tout le cerveau n’est pas sexué. Paul Broca a essayé de corréler et de sexuer le cerveau des humains. Il a déterminé la taille des cerveaux. Il fut l’un des premiers à faire une corrélation entre le genre et la taille du cerveau (d’un point de vue anatomique, le cerveau des femmes est en moyenne plus petit que chez les hommes). Or la taille du cerveau ne corrèle qu'avec la taille de l'individu, non avec l’intelligence.
Le cerveau est sexué, d’un point de vue biologique. En effet, le cerveau est impliqué dans la reproduction, dans la production des hormones et dans celle des gamètes. Ces événements sont sous contrôle cérébral et sont différents en fonction des sexes. 
Les différences comportementales peuvent aussi s'expliquer, non pas uniquement sur la base des différences anatomiques,, mais sur des différences cognitives .

## Régulation du comportement sexuel
Entre autres, les facteurs endocrines : telles que la vision, l’ouïe, les émotions (désir, plaisir…), les émotions vont augmenter le [[rythme cardiaque|rythme cardiaque[pas clair]]]. Le système nerveux est l’élément clé de la régulation sexuelle. De plus, un ensemble de facteurs s’ajoutent : interne et externe qui modulent à la régulation du comportement sexuel.

### Facteurs endocriniens
La plupart des travaux scientifiques rapportent qu’il y a une augmentation des rapports sexuels en relation avec le cycle. Il y aurait une augmentation lors de ces rapports sexuels après la période de menstruation, et il y a un pic des rapports sexuels en milieu de cycles. Il y a une variation hormonale qui fluctue au cours des cycles. Il est difficile de généraliser, on est plutôt dans une variabilité individuelle plutôt que sur la fréquence des rapports sexuels[pas clair]. Autre élément : l’utilisation de la contraception orale qui modifie la production hormonale ne semble pas endommager le statut hormonal de la femme[pas clair]. Certains contraceptifs oraux de 1re génération avaient tendance à diminuer le taux de testostérone chez la femme et donc baisse de la libido chez la femme.  Une hormone masculine en très faible quantité serait importante dans le comportement de la femme. La ménopause : chute majeure de la production hormonale et cette chute n’est pas reliée à un arrêt du comportement sexuel: non corrélation hormonale et le comportement sexuel chez la femme.
Chez l’homme :
- L’activité sexuelle est souvent perturbée à la suite d'une castration. Ces effets sont plus marqués chez l’homme quand ils arrivent tôt dans le développement.
- Corrélation entre la castration des gonades et son comportement sexuel. Le comportement sexuel est maintenu d’une trace mnésique et du rôle des hormones chez l’homme[pas clair].
- L’hormone mâle de façon précoce est importante pour maintenir une activité sexuelle.
- On peut évaluer le comportement sexuel des hommes avec un taux de testostérone.
- Il y a une baisse de taux de testostérone pour les hommes de plus de 60 ans. Le comportement sexuel ne semble pas clairement modifié par cette baisse sauf si elle arrive à un seuil très bas.
- Le viagra facilite le comportement sexuel de manière mécanique mais pas de manière psychologique[9],[10].

### Facteur nerveux
Les comportements sexuels et les réactions sexuelles sont avant tout régulés par les centres réflexes. Tous les récepteurs périphériques (vision, ouïe, peau…) participent au comportement sexuel et vont remonter des informations dans le cerveau. Si pour n’importe quelle raison on prive un de ces récepteurs alors on prive une partie du comportement sexuel[pas clair].
Le système nerveux central comprend le cerveau, dans le cerveau se trouve un certain nombre d’hormones sensibles au comportement sexuel notamment au niveau de l’hypothalamus car elle produit des hormones clés qui régulent la plupart de nos comportements et le système limbique impliqué dans la gestion de nos émotions[pas clair]. Il existe dans le cerveau des structures cérébrales impliquées dans le comportement sexuel. Chez l’homme il n’y a pas de région précise qui contrôle le comportement sexuel. Parmi les neurotransmetteurs impliqués au comportement sexuel, sont la noradrénaline, la sérotonine, l’acétylcholine et la dopamine.
L’adrénaline, la noradrénaline aurait des comportements positifs sur les comportements sexuels. Quand on est amoureux[pas clair], activation du système cardiaque, l’adrénaline va être produite et va augmenter le rythme cardiaque. On a une meilleure irrigation du cerveau. On a donc un sentiment d’éveil. L’adrénaline est une molécule qui met la personne plus en éveil, en sensation devant la personne qu’elle voit. La dopamine aurait un effet bénéfique et serait impliquée dans le comportement sexuel et notamment la sensation de plaisir. Dans le cerveau nous avons le circuit de récompense, et vont être à la base de tous les comportements sexuels, nourricier... Certains neurotransmetteurs ont des aspects positifs. La sérotonine aurait plutôt des effets négatifs sur les comportements sexuels chez les animaux et chez les humains.
L’humain est un consommateur de psychotropes (nicotine, alcool…). Le cerveau produit ses propres substances opiacées naturelles : les endorphines. Lors des réactions liées à l’orgasme, on observe un pic d’augmentation d’endorphine. Ces endorphines permettent de diminuer le seuil de douleur, sont à l’origine de la sensation de bien-être. C’est un système complexe, les neurotransmetteurs participent de manière positive ou non au comportement sexuel.

### Influence de facteurs externes
Chez certaines espèces animales, les facteurs externes sont déterminants pour les conduites sexuelles (environnement, nourriture, lumière…). Chez l’homme, ces facteurs sont beaucoup moins déterminants, il n’y a pas corrélation directe entre les facteurs externes et les comportements sexuels. Le soleil peut jouer un rôle dans les comportements sexuels mais cela n’a pas de corrélation directe entre le comportement externe et humain. Chez certaines espèces, on trouve des facteurs liés à l’olfaction et notamment liés à la production de signaux chimiques volatiles (phéromone). Il y a production de signaux chimiques qui permettent une communication entre individus de sexes opposés. Ce sont des substances chimiques qui ne sont pas des odeurs mais qui sont perçus par l’olfaction. Dans la cloison nasale de différents vertébrés il y a une structure, l'organe voméronasal qui permet de détecter cette substance chimique et qui vont communiquer la présence d’un partenaire sexuel. La communication chimique pourrait faire partie des facteurs environnementaux même si cela reste un sujet à débat. 

### Neurosexisme
- Neurosexisme : la guerre est déclarée (Sciences et avenir).
- Ces études à la con qui nous prennent pour des connes (Slate).